# Гаргалам
Гаргалам (чечен. Горга лам)— горная вершина на границе Шатойского и Веденского районов Чеченской Республики, Россия.

## Георграфия
Расположена к юго-востоку от горы Барзиарлам, к северу от хребта Бахелам. Вдоль восточных склонов протекает река Дзиуах, берущая начало на хребте Бахелам. Ближайший населённый пункт Нежелой. Высота над уровнем моря составляет 2196 метра.

## Этимология
Название горы с чеченского переводится как «Круглая гора». По другой версии топоним «горгай» означает «укрепление», «замок».